# أندي أيسن
أندي أيسن هو سياسي أمريكي، ولد في 1969 في لاس فيغاس في الولايات المتحدة. نشط حزبياً في الحزب الديمقراطي. وقد انتخب عضو المجلس النيابي لولاية نيفادا ‏.